# Ruta de Illinois 192
La Ruta de Illinois 192, y abreviada IL 192 (en inglés: Illinois Route 192) es una carretera estatal estadounidense ubicada en el estado de Illinois. La carretera inicia en el oeste desde la IL 92     en Edgington hacia el este en la IL 94     en Taylor Ridge. La carretera tiene una longitud de 13,4 km (8.31 mi).

## Mantenimiento
Al igual que las autopistas interestatales, y las rutas federales y el resto de carreteras estatales, la Ruta de Illinois 192 es administrada y mantenida por el Departamento de Transporte de Illinois por sus siglas en inglés IDOT.